# Teatro de Haifa
El Teatro de Haifa (en hebreo: תיאטרון חיפה‎) (transliterado: Teatron Haifa) es la compañía de teatro del municipio de Haifa, Israel.
Esta compañía de teatro fue la primera en crearse a nivel municipal en Israel. Fue establecida por el entonces alcalde de Haifa Abba Hushi. Fundado en 1961, el Teatro de Haifa, contrata tanto a actores árabes como judíos, y tiene reputación internacional por la realización de obras provocativas. Su primer director fue Yosef Milo.
La compañía realiza entre ocho a diez obras al año, con una participación de más de 30.000 personas. Las obras se llevan a cabo en ciudades, kibutzim y poblados a lo largo de Israel, y regularmente presenta obras de teatro moderno en hebreo y en árabe.
La base de la compañía es el Teatro de Haifa Joseph y Rebecca Meyerhoff en el barrio Hadar HaCarmel.